# Dauendorf
Dauendorf es una comuna francesa situada en la circunscripción administrativa del Bajo Rin y, desde el 1 de enero de 2021, en el territorio de la Colectividad Europea de Alsacia, en la región de Gran Este.
Tiene una población estimada, a inicios de 2022, de 1433 habitantes.